# Chris Morgan (trójboista siłowy)
Chris Morgan (ur. 16 marca 1973) – brytyjski trójboista siłowy.
Jest sponsorowany przez producenta odzieży sportowej Umbro.
Trzy razy sukcesywnie uczestniczył w zawodach World Drug-Free Powerlifting Finals; listopadem 2004 w Atlancie został uhonorowany srebrnym medalem, złoto zdobył grudniem 2005 w Turynie, a brąz − w listopadzie 2006 w Irlandii.
Jako że jest osobą otwarcie homoseksualną, brał udział w wielu olimpiadach Gay Games, organizowanych z myślą o sportowcach LGBT. Wywalczył srebro w Amsterdamie w 1998 roku, złoto w Sydney w 2002, a także został odznaczony czterema złotymi medalami w Chicago w 2006. Utrzymuje rekordy Gay Games w martwym ciągu (250 kg) oraz przysiadzie ze sztangą (225 kg).
W 2004 podczas British Powerlifting Championship Final został odznaczony tytułem „3. najlepszego trójboisty siłowego Wielkiej Brytanii”.
Pełni rolę globalnego ambasadora Federation of Gay Games (FGG), jest także członkiem organizacji English Football Associations Advisory Group on Homophobia (pl. Angielskich Piłkarzy Grupa Doradcza w Sprawie Homofobii).